# Championnat de Croatie de football 1998-1999
Navigation
Saison précédente Saison suivante
La saison 1998-1999 du Championnat de Croatie de football est la 8e édition de la première division croate. 
Le championnat conserve la même formule que la saison dernière : les 12 équipes de 1re division sont groupées au sein d'une poule unique où chaque équipe rencontre ses adversaires deux fois, à domicile et à l'extérieur. À la fin de cette première phase, les six premiers disputent une poule pour le titre, tandis que les six derniers jouent une poule de relégation. La seule différence se situe dans cette poule : les deux derniers descendent directement en D2.
C'est le Croatia Zagreb, triple champion en titre, qui termine en tête du championnat et remporte le 5e titre de champion de Croatie de son histoire. 

## Les 12 clubs participants
| - Hajduk Split - NK Zagreb - NK Osijek - Croatia Zagreb - NK Slaven Belupo - Mladnost 127 Suhopolje | - NK Varteks Varazdin - NK Rijeka - HNK Šibenik - NK Zadar - HNK Cibalia - Promu de D2 - NK Hrvatski Dragovoljac Zagreb |

## Compétition
Le barème de points servant à établir les différents classements se décompose ainsi :
- Victoire : 3 points
- Match nul : 1 point
- Défaite, forfait ou abandon du match : 0 point

### Première phase

#### Classement
| Rang | Équipe                         | Pts | J  | G  | N | P  | Bp | Bc | Diff |
| ---- | ------------------------------ | --- | -- | -- | - | -- | -- | -- | ---- |
| 1.   | Croatia Zagreb                 | 53  | 22 | 17 | 2 | 3  | 44 | 14 | +30  |
| 2.   | HNK Rijeka                     | 52  | 22 | 17 | 1 | 4  | 35 | 18 | +17  |
| 3.   | Hajduk Split                   | 42  | 22 | 12 | 6 | 4  | 38 | 17 | +21  |
| 4.   | NK Osijek                      | 36  | 22 | 11 | 3 | 8  | 37 | 23 | +14  |
| 5.   | NK Varteks Varaždin            | 30  | 22 | 9  | 3 | 10 | 40 | 36 | +4   |
| 6.   | NK Hrvatski Dragovoljac Zagreb | 25  | 22 | 6  | 7 | 9  | 17 | 23 | -6   |
| 7.   | HNK Šibenik                    | 24  | 22 | 7  | 3 | 12 | 27 | 45 | -18  |
| 8.   | HNK Cibalia P                  | 23  | 22 | 6  | 5 | 11 | 22 | 29 | -7   |
| 9.   | NK Zagreb                      | 23  | 22 | 5  | 8 | 9  | 28 | 37 | -9   |
| 10.  | NK Zadar                       | 21  | 22 | 5  | 6 | 11 | 27 | 40 | -13  |
| 11.  | NK Slaven Belupo               | 21  | 22 | 5  | 6 | 11 | 24 | 37 | -13  |
| 12.  | NK Mladost 127 Suhopolje       | 19  | 22 | 5  | 4 | 13 | 22 | 42 | -20  |

| Légende : Qualifications et relégations | Légende : Qualifications et relégations          |
| --------------------------------------- | ------------------------------------------------ |
|                                         | Participation à la poule pour le titre           |
|                                         | Participation à la poule de promotion-relégation |

### Seconde phase
Avant le démarrage de la seconde phase, les équipes conservent la moitié (arrondie par excès) des points obtenus lors de la première phase.

#### Poule pour le titre
| Rang | Équipe                         | Pts | J  | G | N | P | Bp | Bc | Diff |
| ---- | ------------------------------ | --- | -- | - | - | - | -- | -- | ---- |
| 1.   | Croatia Zagreb T               | 45  | 10 | 5 | 3 | 2 | 11 | 6  | +5   |
| 2.   | HNK Rijeka                     | 44  | 10 | 5 | 3 | 2 | 18 | 15 | +3   |
| 3.   | Hajduk Split                   | 39  | 10 | 5 | 3 | 2 | 24 | 15 | +9   |
| 4.   | NK Osijek C                    | 30  | 10 | 3 | 3 | 4 | 14 | 16 | -2   |
| 5.   | NK Varteks Varaždin            | 23  | 10 | 3 | 1 | 6 | 15 | 21 | -6   |
| 6.   | NK Hrvatski Dragovoljac Zagreb | 22  | 10 | 2 | 1 | 7 | 10 | 19 | -9   |

| Légende : Qualifications et relégations | Légende : Qualifications et relégations        |
| --------------------------------------- | ---------------------------------------------- |
|                                         | Qualifié pour la Ligue des champions 1999-2000 |
|                                         | Qualifié pour la Coupe UEFA 1999-2000          |
|                                         | Qualifié pour la Coupe Intertoto 1999          |

#### Poule de relégation
| Rang | Équipe                   | Pts | J  | G | N | P | Bp | Bc | Diff |
| ---- | ------------------------ | --- | -- | - | - | - | -- | -- | ---- |
| 1.   | NK Slaven Belupo         | 29  | 10 | 5 | 3 | 2 | 15 | 7  | +8   |
| 2.   | HNK Šibenik              | 29  | 10 | 5 | 2 | 3 | 21 | 14 | +7   |
| 3.   | HNK Cibalia P            | 26  | 10 | 4 | 2 | 4 | 12 | 15 | -3   |
| 4.   | NK Zagreb                | 25  | 10 | 4 | 1 | 5 | 19 | 16 | +3   |
| 5.   | NK Zadar                 | 24  | 10 | 4 | 1 | 5 | 13 | 14 | -1   |
| 6.   | NK Mladost 127 Suhopolje | 19  | 10 | 2 | 3 | 5 | 8  | 22 | -14  |

| Légende : Qualifications et relégations | Légende : Qualifications et relégations |
| --------------------------------------- | --------------------------------------- |
|                                         | Relégation en deuxième division         |

## Bilan de la saison
| Tableau d'Honneur                  |                |
| Compétition                        | Vainqueur      |
| Championnat de Croatie de football | Croatia Zagreb |
| Coupe de Croatie de football       | NK Osijek      |

| Qualifications européennes 1998-1999      |                                                    |
| Ligue des champions 1999-2000             | Qualifiés                                          |
| 3e tour préliminaire 2e tour préliminaire | Croatia Zagreb NK Rijeka                           |
| Coupe UEFA 1999-2000                      | Qualifiés                                          |
| Premier tour                              | Hajduk Split NK Osijek                             |
| Coupe Intertoto 1999                      | Qualifiés                                          |
| Premier tour                              | NK Hrvatski Dragovoljac Zagreb NK Varteks Varazdin |

| Promotions et relégations |                                     |
| Relégué en 2e division    | NK Zadar HNK Mladnost 127 Suhopolje |
| Promu en Prva HNL         | NK Istra 1961 NK Vukovar            |